# Glenn A. Abbey
Glenn A. Abbey (11 de junio de 1898 - 28 de enero de 1962) fue un diplomático estadounidense.

## Biografía
Abbey nació el 11 de junio de 1898 en Dodgeville, Wisconsin, hijo de William Searle e Ida Elmira Abbey. Estudió en la Universidad de Georgetown.
Falleció en 1962 a la edad de 63 años por un cáncer de esófago en San Antonio.

## Servicio Militar
Abbey fue miembro del Ejército de los Estados Unidos durante la Primera Guerra Mundial. Se alistó el 23 de febrero de 1918 y ascendió al rango de sargento.

## Carrera
Tras su servicio en Haití, Abbey fue vicecónsul de los Estados Unidos en Johannesburgo, Sudáfrica, desde 1928 hasta 1931. Posteriormente, ocupó cargos en Nicaragua, Venezuela, Argentina, Paraguay y Washington D. C. En 1946, fue nombrado cónsul en Bombay. Más tarde, trabajó como cónsul de los Estados Unidos en Salónica, Grecia, entre 1950 y 1951. Fue la última persona en trabajar en el consulado de los Estados Unidos en Salónica antes de que el título se modificara a cónsul general. Abbey ocupó el cargo de consejero de la legación en Arabia Saudita hasta el 5 de junio de 1953, y luego fue trasladado a Barcelona para asumir el cargo de cónsul general.
Sus restos descansan en el cementerio Mission Burial Park South Cemetery, en San Antonio, Texas.